# Seminario Diocesano de Ciudad Real
El Seminario Diocesano de Ciudad Real es un centro de estudios que acoge a los aspirantes al sacerdocio de la Diócesis de Ciudad Real.

## Historia

### Fundación
El origen del actual seminario está en la bula fundacional del priorato ciudadrealeño, en 1875: en el artículo 14 se pedía que se creara un seminario según las disposiciones del Concilio de Trento. El gobierno se comprometía a dotarlo de sede y asignarle una dotación económica para su funcionamiento. Fue en 1878 cuando Victoriano Guisasola, primer obispo local, funda una casa de estudios bajo advocación de Santo Tomás en una antigua vicaría, (si bien no contaba con un internado para los estudiantes, por lo que no se llamó oficialmente seminario). El primer rector sería el padre Casimiro Piñera, más tarde cuarto ordinario del priorato.
Fundada la casa de estudios, se buscó un edificio ya construido, puesto que el gobierno retiró su promesa de financiar el nuevo seminarios, se pensó en el Hospital de San Juan de Dios, situado en la calle Dorada (ahora de Ruiz Morote), hoy desaparecido; pero no reunía las condiciones adecuadas. 

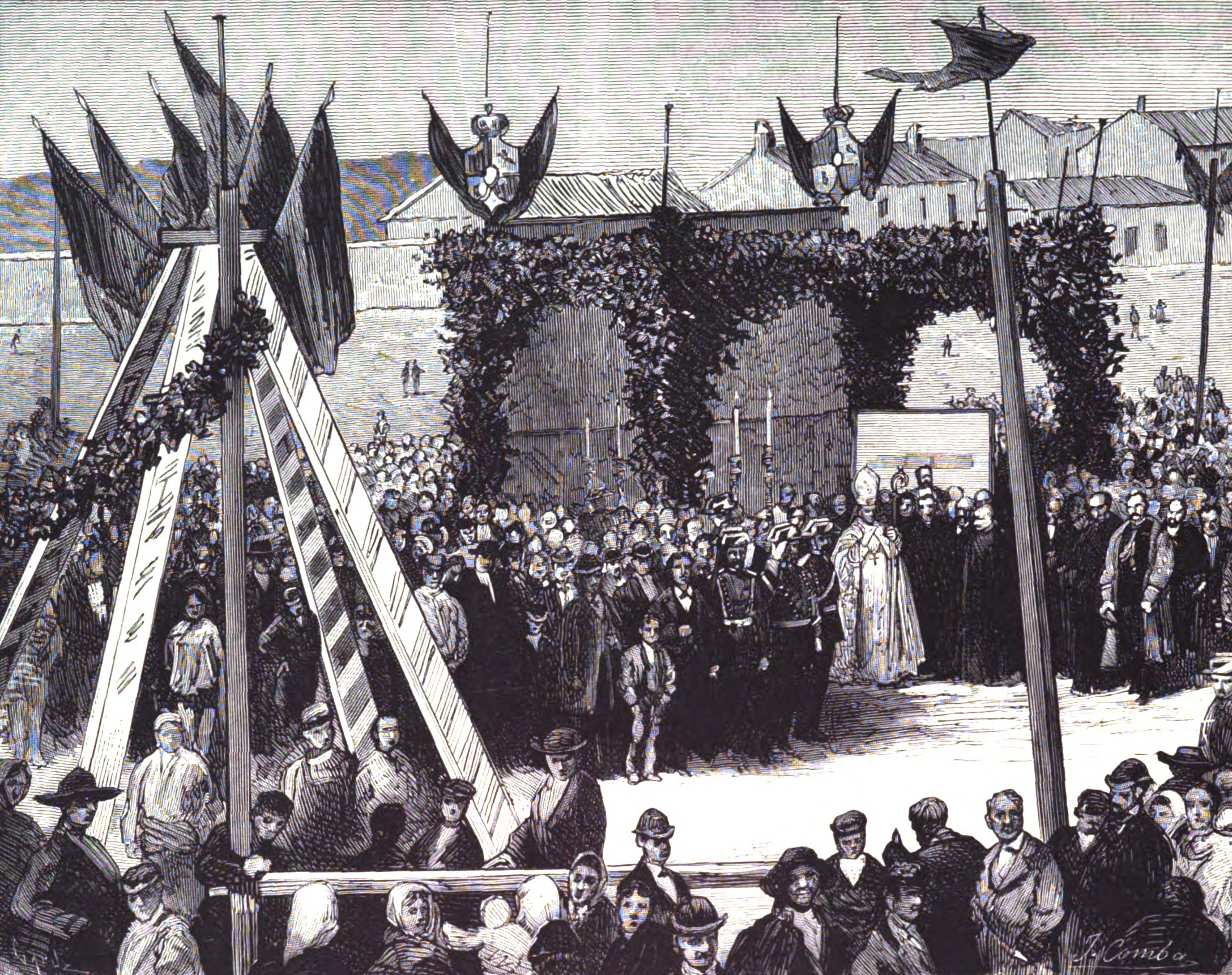
Ceremonia de colocación de la primera piedra del futuro seminario conciliar (La Ilustración Española y Americana, 1882)

Finalmente Guisasola mandó construir en 1882 un nuevo edificio en "el huerto del Moral", en la actual calle de Alarcos. La construcción del edificio se alargó hasta 1887, debido a la falta de fondos, teniendo Antonio María Cascajares (segundo obispo-prior) que realizar colectas entre los fieles. El edificio sería inaugurado por el tercer obispo, José María Rancés, en octubre de 1887. 

### Traslado y nueva sede
En los años de la posguerra se tuvo que proceder a su traslado, debido a la gran afluencia de alumnos. Se trasladó momentáneamente al Instituto Popular de la Purísima Concepción, en la calle de la Mata. Para luego trasladarse a una nueva sede construida en la carretera de Porzuna entre 1954 y 1960 por los obispos Echevarría y Hervás con tal objetivo.

### Actualidad
No es hasta el año 1994 que se procede a acabar y modernizar el edificio, dándole su forma actual. En el Seminario estudiaron 17 seminaristas mayores y 9 seminaristas menores durante el curso 2021-22 según cifras oficiales.
En el Seminario también vive una comunidad de Franciscanas de Nuestra Señora del Buen Consejo desde el año 1945.
Las fiestas más destacadas en el Seminario son:
-Santo Tomás de Villanueva el 10 de octubre.
-Fiesta eucarística del Reservado en que se recuerda la celebración de la primera eucaristía en el nuevo edificio. Esta fiesta es el 21 de noviembre.
-Fiesta de la Inmaculada, patrona del Seminario, el 8 de diciembre.
-Fiesta de San José el 19 de marzo.
-Fiesta de San Juan de Ávila el 10 de mayo.

## Patronazgo
Si bien el primer proyecto de seminario diocesano en 1878 tuvo como patrón a Santo Tomás de Aquino, en 1929 cambió su titularidad por la de Santo Tomás de Villanueva y la de San Juan de Ávila, ambos manchegos, pioneros en la creación de seminarios. El primero con su Colegio valenciano de la Presentación, y el segundo con sus Memoriales al Concilio de Trento.